# Ghiffa
Ghiffa (Ghifa nel locale dialetto lombardo) è un comune italiano di 2 234 abitanti della provincia del Verbano-Cusio-Ossola, sulla sponda occidentale piemontese del Lago Maggiore, posto a cinque chilometri a nord dal capoluogo Verbania.
Il comune fa parte dell'unione di comuni del Lago Maggiore.

## Geografia fisica
Il territorio, comprendente parte del Lago Maggiore, presenta un profilo geometrico irregolare, con variazioni altimetriche molto accentuate, culminanti a 870 metri s.l.m.
Classificazione climatica: zona E, 2431 GR/G.

## Origini del nome
Il toponimo viene fatto derivare dagli studiosi dal latino volgare Guiffa o Guifa, col significato di "segno opposto a una proprietà o a un fondo"; altri lo farebbero derivare dal verbo germanico Wifa, col significato di "termine di confine".

## Storia

### Età antica
I primi insediamenti risalgono all'epoca della Cultura di Golasecca e all'Età del ferro, come testimoniano le incisioni rupestri e reperti rinvenuti nell'area del Sacro Monte di Ghiffa.
Sono vari i ritrovamenti che risalgono al periodo romano; tra questi alcune tombe a Frino e Carpiano.

### Età medievale
La prima citazione risale al Basso Medioevo in un documento liturgico del 1125 che riferisce che faceva parte del decanato di San Maurizio della Costa insieme a Intra, Pallanza e Valle Intrasca.
Nel 1447 Filippo Maria Visconti diede in feudo il decanato di San Maurizio ai marchesi Moriggia (Morigi); essi tenevano banco di giustizia a Ceredo e edificarono il proprio castello nella frazione di Frino, che divenne capoluogo del feudo.

### Età moderna
Nel XVII secolo il cardinale Giacomo Antonio Morigia, precettore del granduca di Toscana e arcivescovo di Firenze, fece di Ghiffa un luogo d'incontro di artisti e letterati, che diedero vita a un rinascimento lacustre.
L'infeudazione del territorio ai Moriggia perdurò fino al 1744, quando, a seguito del Trattato di Worms, il feudo venne ceduto al Regno di Sardegna e successivamente, con l'estinzione della famiglia Moriggia, passò ai Borromeo, con continue discussioni con la popolazione per i diritti di pesca sul lago e per ampliare la loro influenza nei possedimenti.

### Età contemporanea
Con il XIX secolo si sviluppò il trasporto via lago e il completamento della strada litoranea che risale verso la Svizzera rese Ghiffa un polo d'attrazione sia per il turismo, con l'edificazione di alberghi e di grandi e prestigiose ville, sia per l'industria.

### Simboli
Lo stemma e il gonfalone sono stati concessi con decreto del presidente della Repubblica del 4 dicembre 1954.
Il gonfalone è un drappo partito di verde e di azzurro.

## Monumenti e luoghi d'interesse

### Architetture religiose

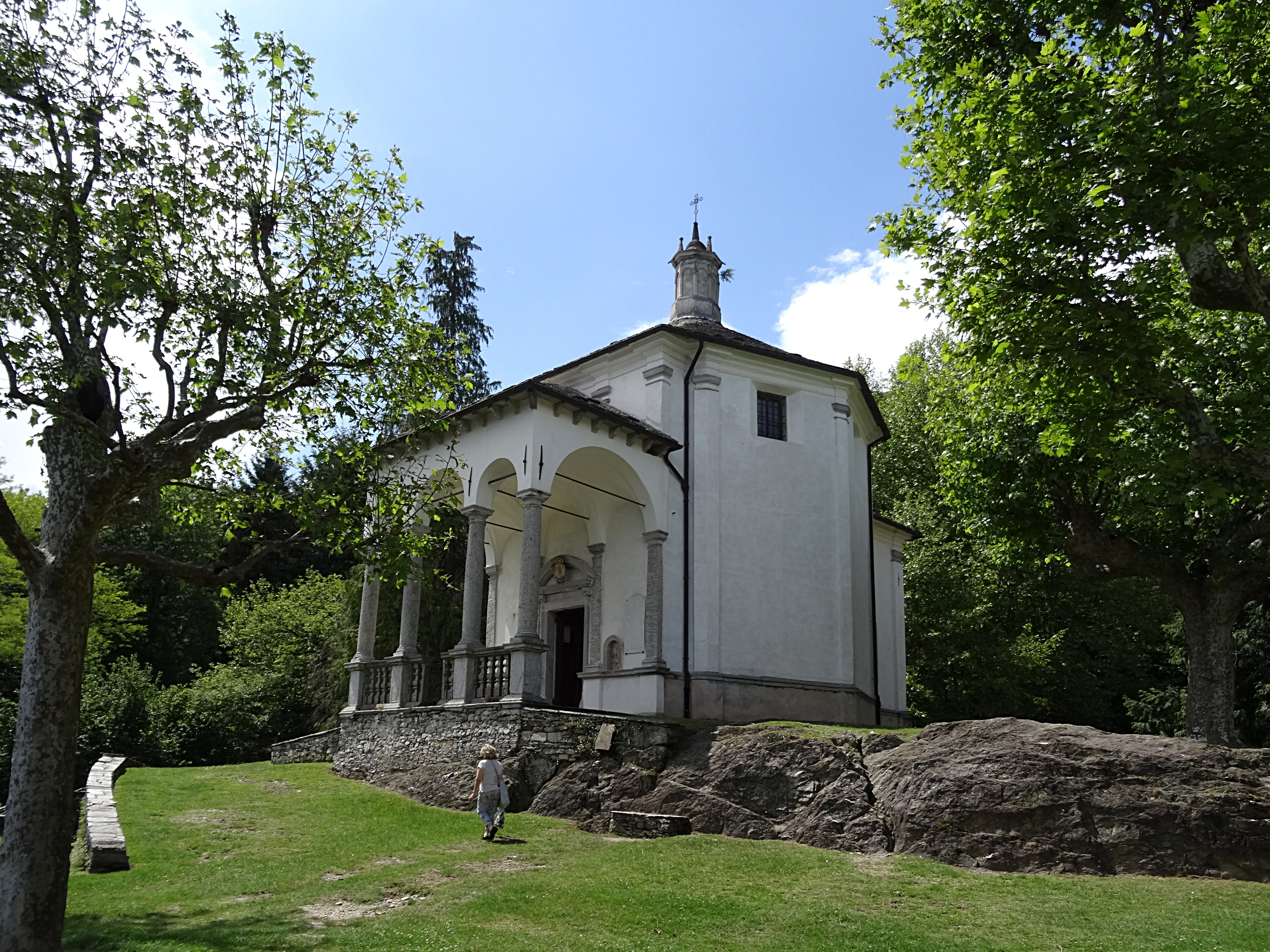
Sacro Monte di Ghiffa: la cappella della Incoronazione della Vergine

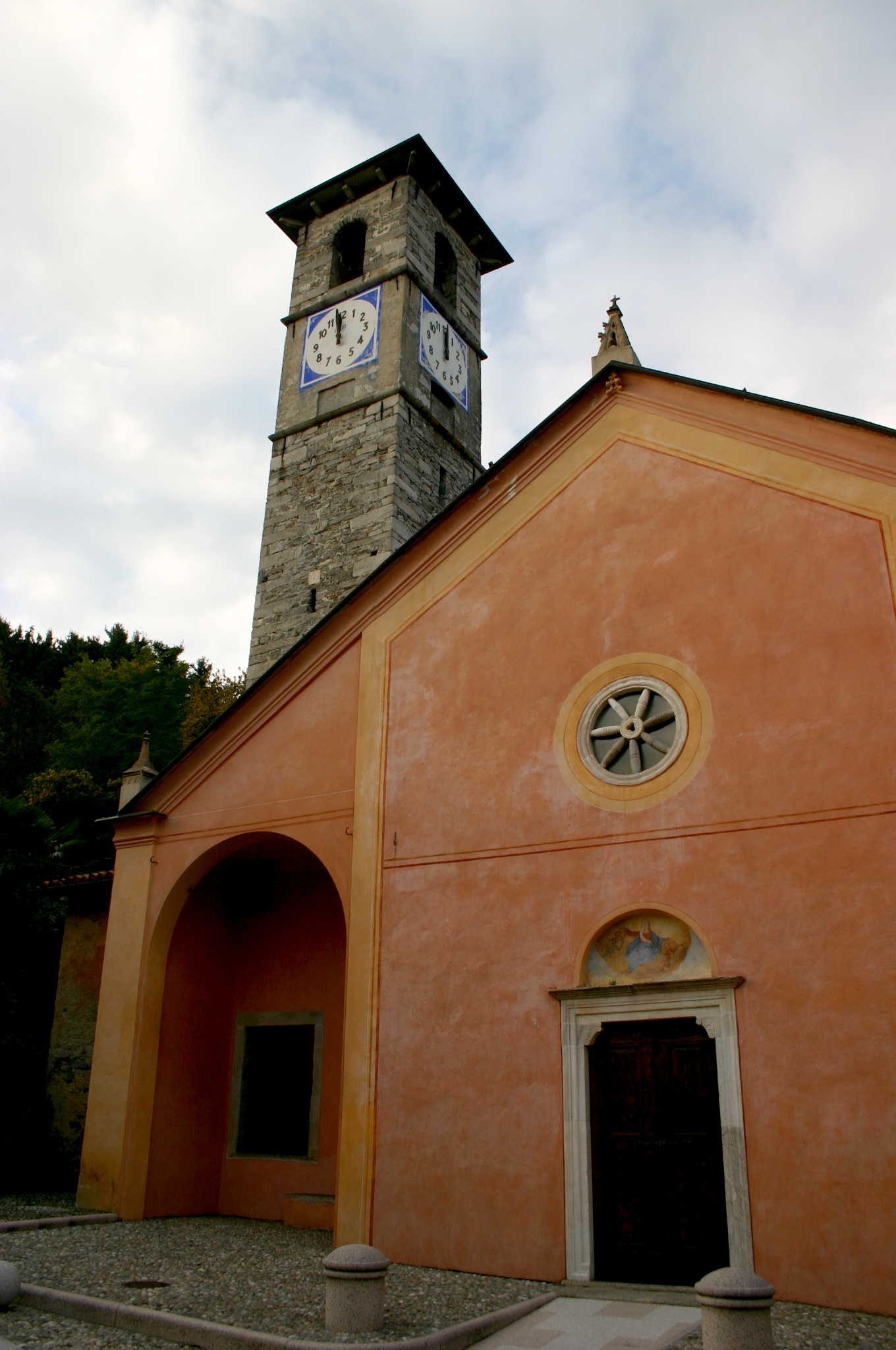
Chiesa della Beata Vergine Assunta a Susello

Il Sacro MontePosto lungo le pendici boscose del monte Cargiago, il Sacro Monte di Ghiffa si trova in una splendida posizione panoramica, con una stupenda vista sul Lago Maggiore. Nel 2003 questo straordinario complesso monumentale è stato inserito dall'UNESCO nella Lista del Patrimonio Mondiale insieme ad altri sei Sacri Monti piemontesi.
Chiesa parrocchiale di San MaurizioSorge su una verde collina isolata e risale al XII secolo. La primitiva edificazione di questa chiesa risale al 1125; nel 1547 si pose mano a un totale rifacimento che assegnò al tempio gli odierni caratteri tipologici.
Chiesa di Santa CrocePoco distante dal Palazzo comunale sorge la chiesa di Santa Croce, edificata nella seconda metà del Seicento come semplice oratorio e divenuta parrocchiale solo a partire dal 1954. Il campanile che la affianca risale invece al 1773.
Chiesa della Beata Vergine AssuntaSituata nella frazione di Susello. Menzionata per la prima volta nel 1173, presenta il profilo a capanna di stile lombardo, con pinnacoli neogotici collocati sul vertice e due caratteristici vani, introdotti da arcate, ai lati del portale cinquecentesco.
Monastero delle benedettine del SS. SacramentoIl monastero benedettino risale al primo Novecento e trovò posto sulle rovine di un antico edificio patrizio, casa Prestini. Dal 1906, proveniente da Seregno, vi vive una comunità di circa 50 monache che segue la Regola benedettina.
Altre architetture religiose
- Oratorio dei Re Magi, a Caronio, 1894.[24]
- Chiesa di San Lorenzo, a Cargiago, XVII secolo.[25]
- Oratorio di San Bernardo da Mentone, a Ceredo, 1622.[26]
- Oratorio dello Spirito Santo e della Madonna della Mercede, a Carpiano, XVII secolo.[27]
- Chiesa della Natività di Maria, a Frino, XVII secolo.[28]
- Oratorio della Visitazione della Vergine a S. Elisabetta, a Ronco, 1625.[29]
- Oratorio di San Tommaso, a Deccio, 1655.[30]

### Architetture militari
Castello di FrinoIl castello di Frino fu edificato intorno al 1600 dai marchesi Moriggia. Esso, in una delle più belle e panoramiche posizioni del Verbano, fu venduto all'estinzione della famiglia nel 1896 e venne acquistato dall'architetto Giuseppe Pirovano. Egli rilevò il castello, ormai privo anche del mobilio, e lo restaurò fino a riportarlo all'antico splendore. Il castello è stato trasformato in anni recenti in albergo-ristorante e, a testimonianza della lussuosa vegetazione e della magnificenza di un tempo, sono rimasti i giganteschi cipressi che erano motivo di rivalità con i Borromeo.

### Architetture civili

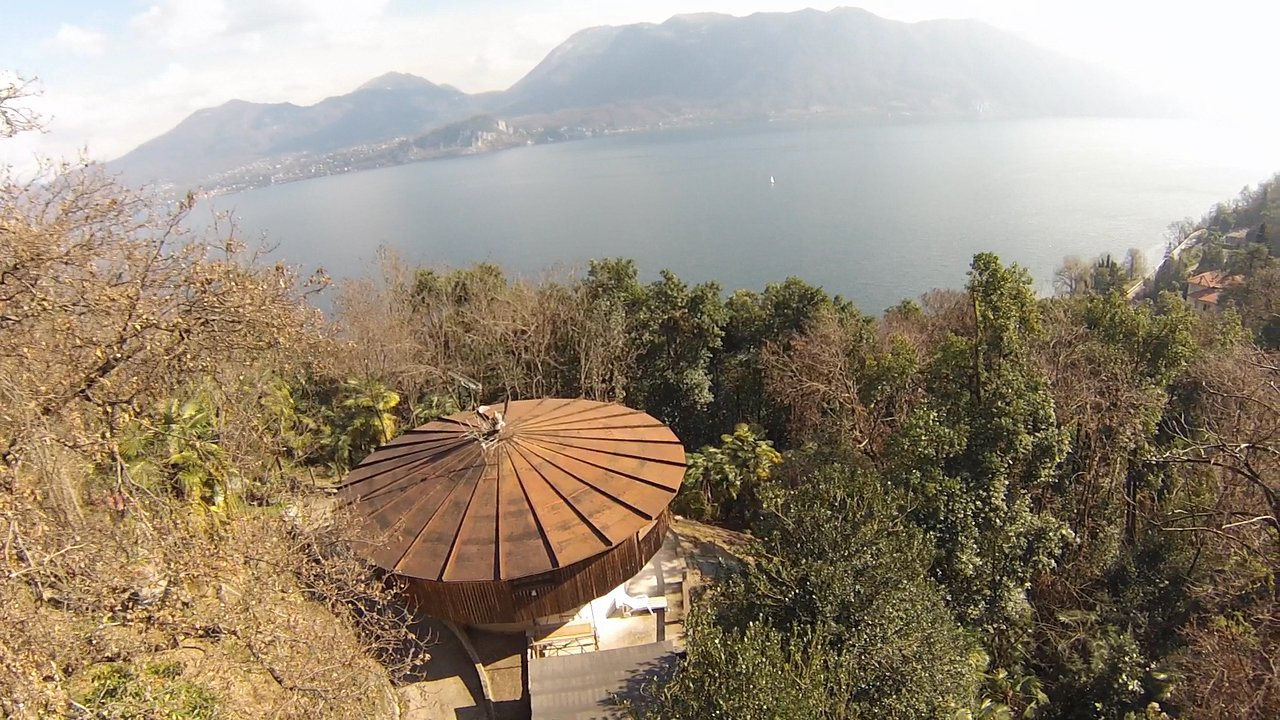
Vista aerea della "casa dell'orologiaio", edificio residenziale eliotropico

Per la crescente attrazione turistica, a fine Ottocento vennero edificate numerose ville in stile liberty. Tra queste Villa Ada, eretta dal principe russo Paolo Troubetzkoy, e Villa Volpi che prese il nome da un generale del Regno d'Italia che l'acquistò.

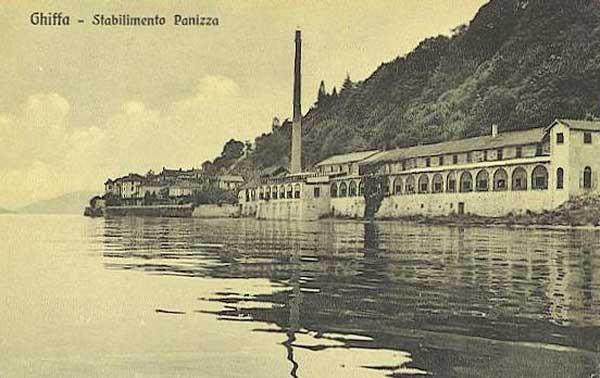
Lo stabilimento Panizza all'inizio del secolo

Stabilimento Panizza Venne costruito nel 1879 sulle rive del Lago Maggiore; è formato da due edifici distinti, divisi dalla strada statale. Oggi è sede del Museo dell'arte del cappello.
Casa dell'orologiaioFu progettata e costruita in località Valdora a partire dal 1980 da Natale Boletti, un industriale di Verbania, che nei primi anni '70 aveva realizzato, a poche decine di metri, una fabbrica di orologi, la "Boltime". La struttura nacque con alcune caratteristiche estremamente innovative, come una dotazione di celle fotovoltaiche sulla copertura ed un meccanismo che consentiva alla porzione superiore di ruotare in ragione delle ore del giorno, in modo da ottenere la migliore esposizione.

### Aree naturali

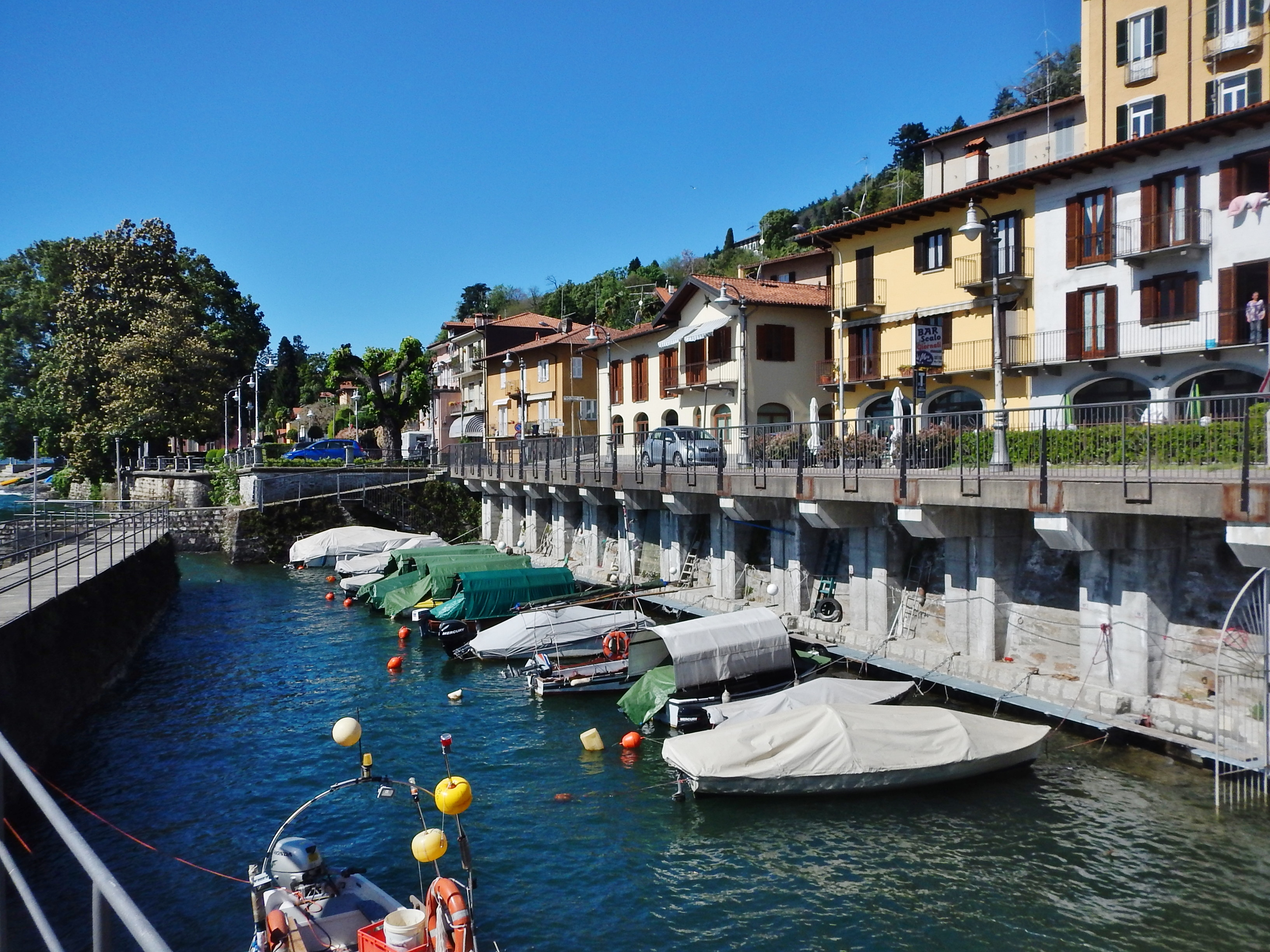
Il porto e il lungolago

Riserva Naturale del Sacro Monte di GhiffaSi estende dalla zona del Sacro Monte (350 m) fino alla cima del Monte Cargiago (713 m), toccando il paese di Pollino ed il versante occidentale del monte, caratterizzato dall’ambiente umido del Rio Ballona. Lungo i sentieri che si snodano tra il verde si incontrano alcune cappelle votive, segno della passata religiosità popolare. La Riserva è costituita prevalentemente da boschi di castagno, mentre le formazioni a conifere sono tutte di origine artificiale. Sono segnalate 36 specie appartenenti alla classe dei mammiferi, fra cui caprioli, scoiattoli, volpi, ghiri e tassi. Più numerosi sono invece i volatili, complessivamente 56 specie, fra cui si segnalano la poiana, il nibbio bruno, il gheppio, il gufo, la civetta, il picchio, la ghiandaia, l’usignolo, la cornacchia grigia.
Lungolago Giorgio AmbrosoliIl lungolago di Ghiffa è lungo circa 300 metri ed è stato dedicato a Giorgio Ambrosoli, avvocato milanese assassinato dalla mafia nel 1979 e che era spesso in villeggiatura a Ghiffa. Sul lungolago è presente un monumento ai caduti delle guerre mondiali e una canfora secolare.

## Geografia antropica

### Frazioni
Caronio, Cargiago (comune autonomo fino al 1928), Ceredo, Carpiano, Arca, Selva, Susello, Rometto, Sasso, San Maurizio, Bozzela, Frino, Ronco, Deccio.

### Insediamenti residenziali
Villaggio Valdora, Villaggio Miralago.

## Economia
L'esposizione al sole del territorio ha favorito lo sviluppo di aziende florovivaistiche.
I settori economici più importanti sono attività che operano nei comparti alimentare, tessile, cantieristico, edile, della lavorazione del legno, della fabbricazione dei mobili e dei materiali da costruzione.
Il terziario si compone di una sufficiente rete commerciale, oltre che dell'insieme dei servizi, che comprendono anche quello immobiliare; le strutture ricettive offrono possibilità di ristorazione e di soggiorno.
Dagli ultimi decenni dell'Ottocento agli anni ottanta del Novecento Ghiffa fu sede di una fiorente industria del cappello di feltro, con il marchio Panizza.

## Società
I ghiffesi presentano un indice di vecchiaia di poco superiore alla media e sono concentrati per la maggior parte nel capoluogo comunale e nelle località Cargiago e Susello, nonché in aggregati urbani minori e case sparse. L'abitato, caratterizzato da una forte crescita edilizia, in parte si allinea lungo la costa, a ridosso del boscoso versante del Monte Cargiago, in parte si inerpica con numerose ville e parchi sulla collina; a sud-est, lungo la riva del lago, è il nucleo più antico.

### Evoluzione demografica
Abitanti censiti

### Stranieri
Il 1º gennaio 2018 risiedevano a Ghiffa 109 stranieri. In termini percentuali, gli immigrati costituiscono il 4,6% della popolazione totale.
Di seguito sono riportati i gruppi più consistenti (dati ISTAT):
- Svizzera: 12
- Germania: 11
- Sri Lanka: 11
- Cina: 10
- Ucraina: 10
- Romania: 10

## Infrastrutture e trasporti
Il territorio comunale è attraversato dalla strada statale 34 del Lago Maggiore.
Il trasporto pubblico è gestito dalla VCO Trasporti tramite il servizio extraurbano tra Pallanza e Brissago.
Il trasporto lacustre è gestito dalla Navigazione Lago Maggiore, solo con l'orario estivo.

## Cultura

### Musei
- Museo dell'Arte del Cappello[36]

## Amministrazione
| Periodo | Periodo   | Primo cittadino          | Partito | Carica  | Note |
| ------- | --------- | ------------------------ | ------- | ------- | ---- |
| 1990    | 1994      | Grezio Demetrio          |         | Sindaco |      |
| 1994    | 2004      | Agosti Giovanna in Bersi |         | Sindaco |      |
| 2004    | 2014      | Suman Roberto            |         | Sindaco |      |
| 2014    | in carica | Lanino Matteo            |         | Sindaco |      |

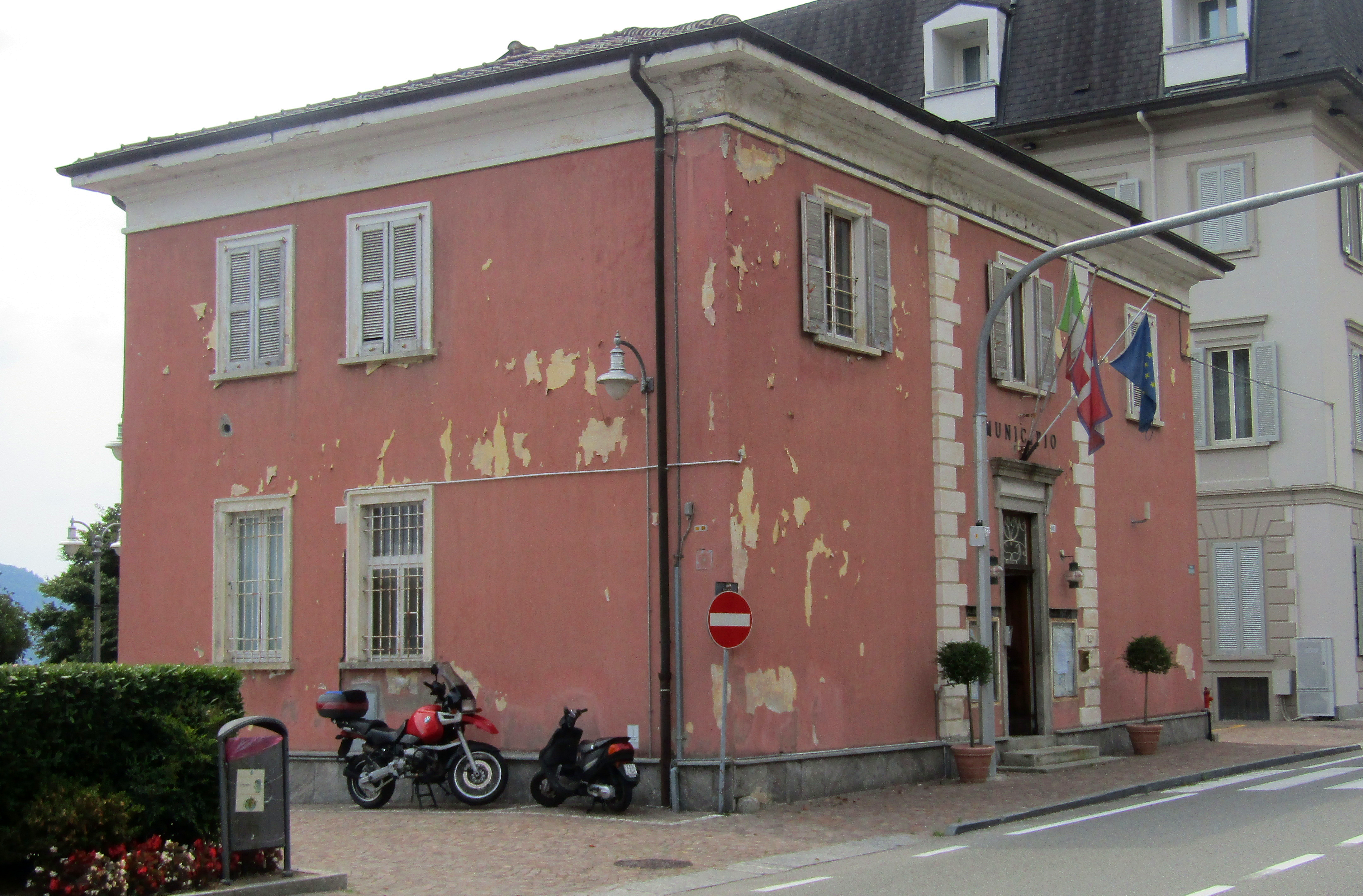
Il municipio

Il comune faceva parte della Comunità Montana Alto Verbano e in seguito è entrato nell'Unione di comuni del Lago Maggiore.

### Gemellaggi
- Bilieu, dal 2004